# 쿠루토가
쿠루토가(일본어: クルトガ, 영어: Kuru Toga)는 일본의 기업인 미쓰비시 연필에서 생산하는 샤프 펜슬이다. 2008년부터 생산되기 시작하여 현재까지 생산되고 있다. 종류로는 쿠루토가 스탠다드, 쿠루토가 어드밴스 등이 있다. 특징으로는 대부분의 샤프 펜슬은 쓰다보면 샤프심이 한 면만 닳아 샤프 펜슬을 돌리면 선의 굵기가 달라지는 편마모 현상이 일어나나, 쿠루토가는 샤프 펜슬을 돌리더라도 선의 굵기가 일정하게 나온다는 점이 있다. 이는 미쓰비시 연필에서 개발한 쿠루토가 엔진이 탑재되어 있기 때문이다.

## 외관
일반적으로, 쿠루토가의 그립부는 투명한 플라스틱으로 만들어져 있다. 쿠루토가의 그립부 내부에는 쿠루토가 엔진이 탑재되어 있는데, 투명한 플라스틱 덕분에 필기 도중에 쿠루토가 엔진이 작동하는 모습을 볼 수 있다.

## 기능

### 쿠루토가 엔진
쿠루토가 엔진은 샤프 펜슬을 쓸 때 선의 굵기를 일정하게 만들어 주는 시스템이다. 쿠루토가의 선단 앞부분을 누르면 안쪽의 톱니바퀴가 회전하면서 샤프심을 돌려준다.

#### 장점
쿠루토가 엔진은 편마모 현상을 막아 선의 굵기를 일정하게 만들어 준다. 따라서 다른 샤프들을 쓸 때 선의 굵기를 일정하게 맞추려면 쓰면서 규칙적으로 돌려주어야 했으나, 쿠루토가는 돌리지 않고도 선의 굵기가 계속 일정하다는 장점이 있다.

#### 단점
유격이 심하다. 쿠루토가 엔진의 특성 때문에 유격이 생기는 문제는 해결이 어렵다

### 쿠루토가 스탠다드
쿠루토가 스탠다드(Kuru Toga Standard)는 쿠루토가 시리즈 중 가장 처음으로 발매된 샤프 펜슬이다. 길이는 142.5mm이며, 무게는 9.8g이다. 제품 코드는 M5-450이다. 색깔은 실버, 블랙, 블루, 핑크, 그린, 오렌지가 있으며 그 외에도 수많은 한정판이 있다.
쿠루토가 엔진은 1회 필압을 줄 때 9도만큼 돌아간다.

### 쿠루토가 어드밴스
쿠루토가 어드밴스(Kuru Toga Advance)는 2017년 3월 22일에 발매되었다. 길이는 143mm이며, 무게는 9.8g이다. 제품 코드는 M5-559이다. 색깔은 네이비, 블랙, 레드, 라임그린, 블루, 화이트가 있다.
쿠루토가 엔진은 1회 필압을 줄 때 기존 제품의 두 배인 18도만큼 돌아간다.

### 쿠루토가 하이그레이드
쿠루토가 하이그레이드(Kuru Toga High Grade)는 ?년 ?월 ?일에 발매되었다. 길이는 146.22mm이며, 무게는 15.1g이다. 제품 코드는 M5-1012이다. 색깔은 블랙, 화이트, 블루, 핑크가 있으며 한정판들이 존재한다.

### 쿠루토가 롤렛
쿠루토가 롤렛(Kuru Toga Roulette)는 ?년 ?월 ?일에 발매되었다. 길이는 146.2mm이며, 무게는 15.1g이다. 제품 코드는 M5-1017이다. 색깔은 건메탈릭, 실버가 있다. 그립부가 롤렛(널링)가공 되어있는 것이 특징이며, 쿠루토가 하이그레이드(Kuru Toga Higrade)를 기반으로 설계되었다.

### 쿠루토가 러버그립
쿠루토가 러버그립(Kuru Toga Rubbergrib)는 2012년 ?월 ?일에 발매되었다. 길이는 146mm이며, 무게는 11.8g이다. 제품 코드는 M5-656이다. 색깔은 블랙, 블루 핑크가 있다. 그립이 고무로 되어있고, 클립이 없다는게 특징이다.

### 알파겔 쿠루토가
알파겔 쿠루토가(Alphagel Kuru Toga)는 ?년 ?월 ?일에 발매되었다. 길이는 139.8mm이며, 무게는 20.6g이다. 제품 코드는 M5-858이다. 색깔은 블랙, 블루, 레드, 노블핑크, 라벤더, 타코이즈가 있다. 그립이 알파겔로 되어있다.

### 쿠루토가 파이프 슬라이드
쿠루토가 파이프 슬라이드(Kuru Toga Pipe Slide)는 2015년 11월 16일에 발매되었다. 제품 코드는 M5-452이다.

## 같이 보기
- 유니-볼
- 샤프 펜슬

### 추가 설명
1. ↑  알파겔 쿠루토가, 쿠루토가 롤렛 등은 제외된 설명이다.